# Coenotephria
Coenotephria là một chi bướm đêm thuộc họ Geometridae.

## Các loài tiêu biểu
- Coenotephria ablutaria
- Coenotephria salicata (Denis & Schiffermuller, 1775)
- Coenotephria tophaceata